# Pico de Bandama
De Pico de Bandama is een dode vulkaan gelegen in het oosten van Gran Canaria, dat deel uitmaakt van de Canarische Eilanden. Bij de krater komen drie gemeenten samen: Las Palmas de Gran Canaria, Santa Brígida en Telde.
De vulkanische krater Caldera de Bandama is door een instorting gevormd. Heden ten dage wordt de krater gebruikt als landbouwgebied, omdat de vruchtbare vulkanische grond uitstekend gebruikt kan worden voor het telen van diverse gewassen. De krater heeft een diepte van ongeveer 200 meter en een diameter van ongeveer een kilometer. Het is hiermee de grootste krater van Gran Canaria. Het hoogste punt, de Pico de Bandama op 569 m hoogte, biedt een fraai uitzicht en overzicht op de hele krater en omgeving.